# Volksbank Bad Oeynhausen-Herford

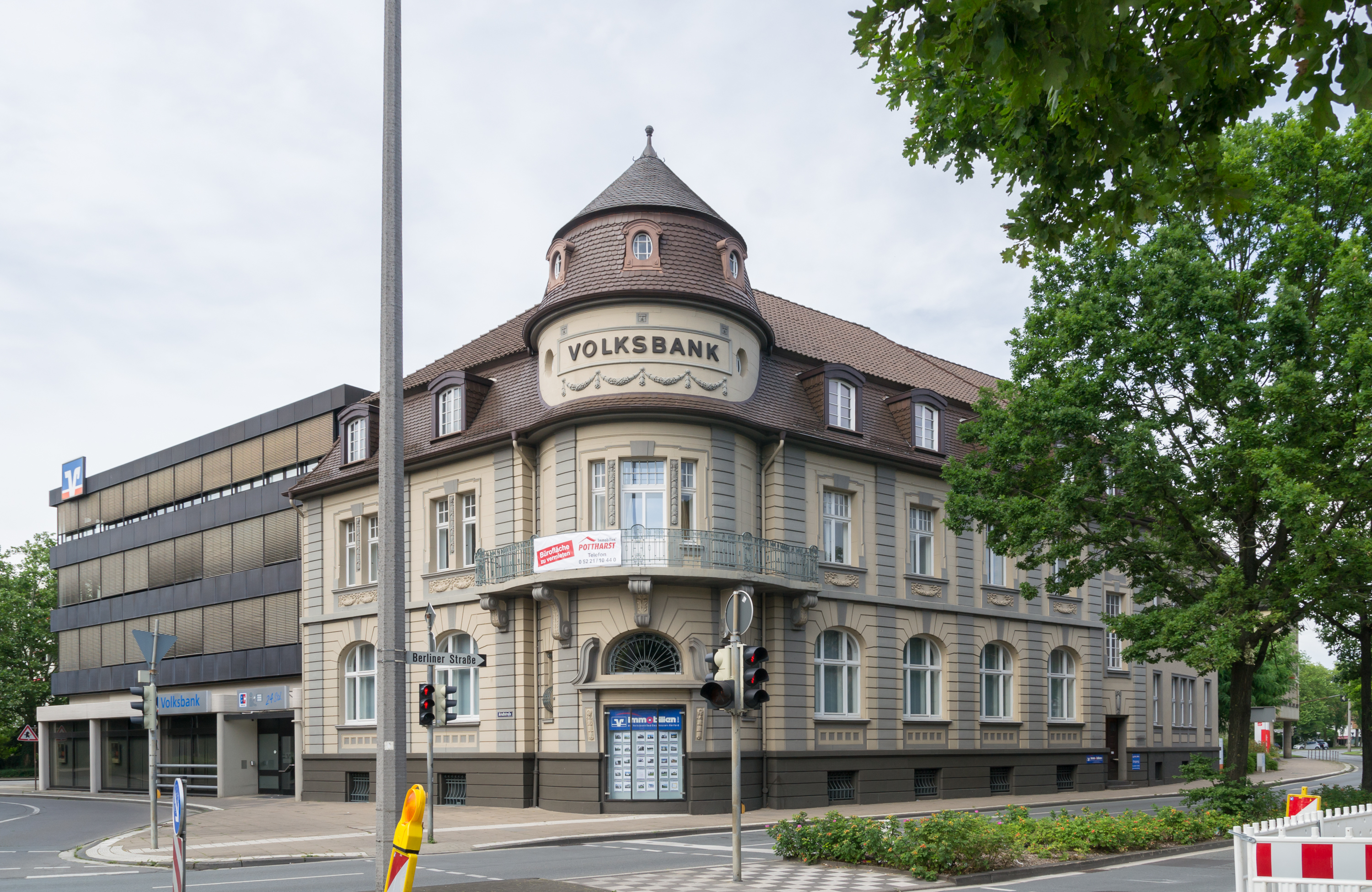
Geschäftsstelle Herford, Arndtstraße 8+10

Die Volksbank Bad Oeynhausen-Herford eG war eine regionale Genossenschaftsbank mit Sitz in Herford. Das Geschäftsgebiet umfasste den Kreis Herford und die Stadt Bad Oeynhausen. Sie ging durch die im August 2020 beschlossene Fusion mit der Volksbank Mindener Land in der Volksbank Herford-Mindener Land auf.

## Geschichte
Die Geschichte der Volksbank Bad Oeynhausen-Herford eG begann im Jahr 1884 durch die Gründung der Spar- u. Darlehnskasse Bünde und der Spar- u. Darlehnskasse Eilshausen. Sie ging aus einer Fusionswelle mehrerer Volksbanken und Spar- und Darlehnskassen hervor, die hauptsächlich in den 1980er Jahren im Kreis Herford und in Bad Oeynhausen erfolgte. Durch die Fusion der Volksbank Herford und der Volksbank Bad Oeynhausen im Jahr 2001 entstand die Volksbank Bad Oeynhausen-Herford eG.
Im Januar 2011 schloss sich die Volksbank Enger-Spenge mit der Volksbank Bad Oeynhausen-Herford zusammen.

## Geschäftsgebiet
Das Geschäftsgebiet erstreckte sich über alle neun Städte und Gemeinden des Kreises Herford sowie die Stadt Bad Oeynhausen im Kreis Minden-Lübbecke. Je eine weitere Geschäftsstelle befand sich in Hille-Rothenuffeln im Kreis Minden-Lübbecke und in Melle-Riemsloh im niedersächsischen Landkreis Osnabrück. Seit November 2017 gab es das Kundencenter VOBA@ON.

## Geschäftsausrichtung
Die Volksbank Bad Oeynhausen-Herford eG betrieb als Genossenschaftsbank das Universalbankgeschäft.
Sie gehörte der genossenschaftlichen Finanzgruppe an und arbeitete mit ihren Verbundpartnern wie beispielsweise der Bausparkasse Schwäbisch Hall, R+V Versicherung, Union Investment und Teambank AG zusammen.
Außerdem ist das eigenständige Tochterunternehmen der Volksbank Bad Oeynhausen-Herford eG, die Immobilien GmbH, mit ihren drei Standorten in Bünde, Herford und Bad Oeynhausen seit über 30 Jahren im Immobilienmarkt tätig.

## Organisationsstruktur
Die Organe der Volksbank Bad Oeynhausen-Herford eG sind der Vorstand, der Aufsichtsrat und die Vertreterversammlung, die von rund 51.000 Mitgliedern alle vier Jahre gewählt werden.

## Stiftungen
Die „Stiftung der Volksbank Bad Oeynhausen-Herford - Für Menschen in unserer heimischen Region“ wurde 2011 mit einem Stiftungskapital von 5 Millionen Euro gegründet. Stand Juni 2017 sind es 6,1 Millionen Euro Stiftungskapital.
Sie verfolgt das Ziel, ehrenamtliches und bürgerschaftliches Engagement in der heimischen Region zu fördern.

## Crowdfunding-Plattform „Viele schaffen mehr“
Ganz nach dem genossenschaftlichen Prinzip ging im Dezember 2015 die Volksbank Bad Oeynhausen-Herford mit ihrer Viele-schaffen-mehr Plattform online. Hier können gemeinnützige Vereine und Institutionen Projekte einstellen, Fans dafür gewinnen und die nötigen finanziellen Unterstützungen sammeln.